# Thái Diễm
Thái Diễm (chữ Hán: 蔡琰), cũng đọc là Sái Diễm, tự Chiêu Cơ (昭姬), nhưng sau trùng huý với Tư Mã Chiêu nên người đời sau đổi thành Văn Cơ (文姬). Bà là một trong những nữ văn nhân đầu tiên của Trung Hoa và là nữ thi nhân duy nhất trong những văn sĩ trứ danh thời kì Kiến An, Hán Hiến Đế Lưu Hiệp.
Một nữ sĩ tài hoa mà bạc phận, bà là tác giả của Bi phẫn thi (悲憤詩), một thi phẩm được coi là một kiệt tác thể loại thơ tự sự của văn học Kiến An và của thơ ca cổ điển Trung Quốc. Ngoài ra, bà còn giỏi lý số, thơ phú, hùng biện và âm luật.

## Cuộc đời
Thái Diễm là người Trần Lưu (nay thuộc tỉnh Hà Nam, Trung Quốc). Cha bà là Thái Ung, một nhà văn, nhà sử học và làm quan cuối thời Đông Hán, nổi tiếng tài hoa và vô cùng bác học. Theo học giả Nguyễn Hiến Lê, Thái Ung còn tinh thông thiên văn, số học, biện luận và âm luật. Tương truyền ông đã nói với một người chụm củi, rằng: "Tôi nghe tiếng củi nổ, biết là củi tốt, chớ nên chụm". Ngay sau đó, ông xin khúc củi cháy dở đem về, làm thành một cây đàn, tiếng rất trong. Nhờ có người cha như vậy, nên khi 8 tuổi, Thái Diễm đã giỏi văn thơ, cũng rất thông thạo âm luật.
Năm 16 tuổi, Thái Diễm lấy chồng là Vệ Trọng Đạo (衛仲道), một danh sĩ khá nổi danh, thuộc một gia tộc lớn ở Hà Đông. Nhưng chẳng bao lâu thì chồng bị bệnh chết. Nhà chồng cho là bà khắc mệnh, lại chưa có con, nên cho về nhà mẹ đẻ. Sau đó trong loạn lạc thời Hưng Bình, bà bị quân Đổng Trác bắt đi rồi lưu lạc tới Nam Hung Nô (nay thuộc vùng Nội Mông), bị nạp làm thiếp của Tả Hiền Vương (左賢王), bà sống ở đó 12 năm và sinh được hai con trai. Căn cứ theo sử liệu Hậu Hán thư, vào tháng 11 năm Hưng Bình thứ 2 thời Hán Hiến Đế (194-195), Lý Thôi và Quách Dĩ bị Tả Hiền vương của Nam Hung Nô đánh bại, rất có thể Thái Diễm bị quân Hồ bắt nộp cho Tả Hiền vương trong khoảng thời gian này. Sau nhờ có Tào Tháo vốn là bạn thân của cha bà, vì thương xót bà nên cho sứ giả đem vàng ngọc tới chuộc về (nhưng hai con bà bị giữ lại) và tái giá với người cùng quận là Đổng Tự (董祀). Câu chuyện về sau được gọi là [Văn Cơ quy Hán; 文姬歸漢], trở thành một đề tài của Kinh Kịch và hội họa. Thời nhà Tống, một họa sĩ cung đình tên Trần Cư Trung thời Tống Ninh Tông tương truyền đã vẽ nên bức họa nổi tiếng ["Văn Cơ quy Hán"], hiện vẫn còn trưng bày tại Bảo tàng Cố cung.
Sau đó, Đổng Tự làm quan bị tội, Thái Diễm đích thân đi tìm Tào Tháo xin cầu tình. Lúc ấy Tào Tháo đang mở tiệc chiêu đãi công khanh danh sĩ, bèn nói với khách khứa rằng:"Con gái của Thái Ung đương ở bên ngoài, hôm nay cho mọi người gặp một lần!". Thái Diễm rối tung tóc bỏ giày ra dập đầu thỉnh tội, nói chuyện trật tự rõ ràng, tình cảm chua xót bi thương, khách khứa trong chính đường cũng vì thế mà bi thương bồi hồi. Nhưng Tào Tháo lại nói: "Công văn giáng tội đã phát đi, làm sao bây giờ?", Thái Diễm nói:"Minh công có hơn hàng vạn binh mã, sĩ tốt cả trăm, há tiếc một người một ngựa đốc thúc cứu vớt một sinh mệnh hấp hối sao?!". Tào Tháo rốt cuộc bị Thái Diễm cảm động, đặc xá Đổng Tự.
Đương khi ấy Tào Tháo trông thấy Thái Diễm trời đông lạnh mà còn tháo giày bới tóc, bèn cấp cho bà một chiếc giày và vớ giữ tạm ấm. Nhân khi xưa Thái Ung chứa rất nhiều sách trong nhà, Tào Tháo nhớ lại bèn hỏi:"Nghe nói nhà của nàng khi trước có rất nhiều sách cổ, hiện tại còn có thể nhớ không?", Thái Diễm đáp:"Lúc trước phụ thân để lại cho tôi có 4000 cuốn, nhưng bởi vì chiến loạn trôi giạt khắp nơi, bảo tồn kém cỏi, hiện tại tôi có thể ghi nhớ chỉ có 400 thiên". Tào Tháo lại nói:"Ta phái 10 người bồi hầu phu nhân viết, có thể chứ?", thì Thái Diễm khước từ nói:"Nam nữ thụ thụ bất thân, cứ cho tôi giấy bút, tự tay tôi viết cho Minh công". Vì thế Thái Diễm tự tay viết 400 thiên sách mà mình còn nhớ đưa cho Tào Tháo, không có một chút sai lầm.
Tác phẩm của Thái Diễm nay còn lại hai bài Bi phẫn thi (悲憤詩, "Thơ bi phẫn"), trong đó một bài theo thể ngũ ngôn cổ phong, một bài theo thể ["Tao"; 騷]; và một thiên Hồ già thập bát phách (胡笳十八拍, nghĩa là "Mười tám điệu phách của người Hồ").

## Bi phẫn thi

### Tiểu dẫn

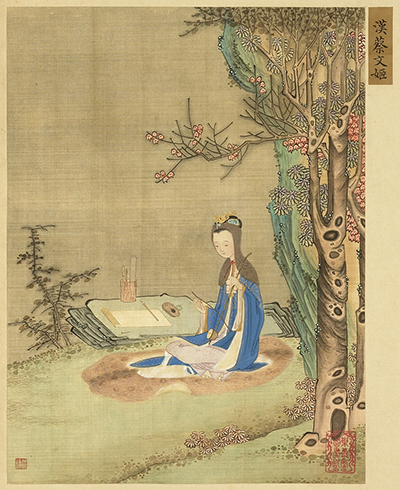
Minh họa Thái Văn Cơ trong Hoa lệ châu tụy tú (畫麗珠萃秀).

Bi phẫn thi là một trong những bài thơ tự sự nổi tiếng nhất của văn học Kiến An cũng như thơ ca cổ điển Trung Quốc. Bi phẫn thi gồm hai bài. Bài thứ nhất, dài tổng cộng 108 câu ngũ ngôn, gồm ba đoạn, là tác phẩm hay nhất và chắc chắn là của Thái Diễm. Bài thứ hai dài 38 câu, cũng thuật về việc nàng bị bắt đi đến cảnh chia tay với con trở về, nhưng viết theo thể "Tao".
Ở Bi phẫn thi (ngũ ngôn), với bút pháp tự sự kết hợp nhuần nhuyễn với trữ tình, tác giả lần lượt kể lại những nỗi đau khổ dằn vặt của mình từ lúc bị quân Đổng Trác bắt, rồi lưu lạc sang đất Hung Nô, cho đến lúc đành cắt đứt tình mẫu tử để trở về cố quốc. Giới thiệu bài thơ này, GS. Nguyễn Khắc Phi viết: Thời Kiến An, bài có quy mô phản ánh rộng hơn cả và cũng làm xúc động lòng người hơn cả là Bi phẫn thi. Và học giả Nguyễn Hiến Lê cũng đã viết: Khi về nước rồi, nàng làm bài Bi phẫn thi dài 540 chữ, tả nỗi long đong của nàng, lời cực thống thiết, tựa như mỗi chữ là một giọt lệ.
Tóm lược tác phẩm:
- Đoạn thứ nhất (40 câu đầu) tả một cách khái quát cảnh rối loạn của Triều đình nhà Hán, nỗi khổ sở của Thái Diễm và của nhiều người dân khác khi bị quân Đổng Trác bắt đi.
- Đoạn thứ hai (40 câu tiếp theo) tả cảnh sắc nơi chốn biên thùy xa lạ và cuộc sống của Thái Diễm ở đất Hung Nô, sự day dứt khi bà phải vĩnh biệt hai con để trở về nước.
- Đoạn cuối (28 câu) tả những thảm cảnh mà bà đã chứng kiến sau khi đã trở về, và hé lộ nỗi lo sợ bị ruồng bỏ khi buộc phải lấy người chồng thứ ba.

### Nhận xét
Theo GS Nguyễn Khắc Phi, tuy nội dung chính của Bi phẫn thi đó là tường thuật lại cuộc đời bất hạnh của cá nhân (Thái Diễm), song vận mệnh của cá nhân đã gắn chặt với những biến cố lớn của xã hội, do đó nó vẫn có tính chất điển hình rõ nét.
Và qua đó, Tác giả cũng đã cho thấy tài nắm bắt rất giỏi những hiện tượng và sự kiện có tính chất đặc trưng để miêu tả, khắc họa.
Như để làm nổi bật âm mưu chính trị của Đổng Trác, chỉ cần phác vài nét: 
Chí mưu việc thoát nghịch,
Giết bao người hiền lương.
Dời đô sang đất khác...
Tả tội ác của quân Đổng Trác, cũng chỉ cần:
Săn người, bao vây thành
Đến đâu là tan tành.
Giết người như cắt rạ.
Đầu trai treo lưng ngựa,
Gái đẹp xâu từng dây...
Và cũng chỉ cần viết ngắn gọn, mà vẫn diễn tả được một cách đầy đủ, sinh động biết bao tình cảm phức tạp lúc chia tay ở đất Hung Nô:
Người quen cùng bị bắt,
Tiễn đưa tôi lên đường.
Thấy riêng tôi được thoát,
Chạnh lòng khóc thảm thương.
Ngựa trù trừ khôn bước,
Xe chuyển bánh nào đi.
Kẻ đứng xem thổn thức,
Người qua đường tái tê...

### Toàn thơ

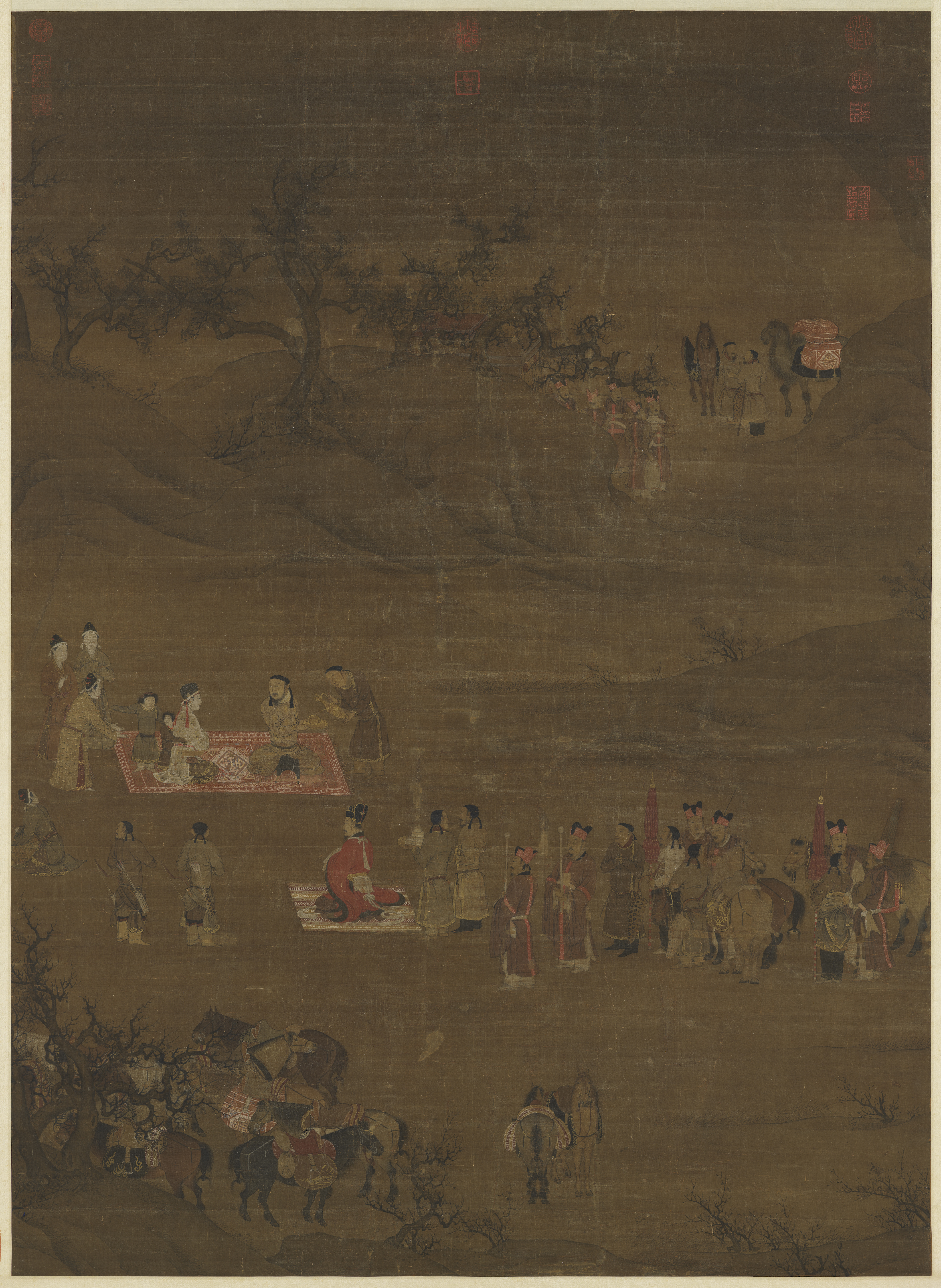
Bức họa "Văn Cơ quy Hán" của họa sĩ Trần Cư Trung.

| 悲憤詩 ... 漢季失權柄， 董卓亂天常。 志欲圖篡弒， 先害諸賢良。 逼迫遷舊邦， 擁主以自彊。 海內興義師， 欲共討不祥。 卓眾來東下， 金甲耀日光。 平土人脆弱， 來兵皆胡羌。 獵野圍城邑， 所向悉破亡。 斬截無孑遺， 尸骸相撐拒。 馬邊懸男頭， 馬後載婦女。 長驅西入關， 迥路險且阻。 還顧邈冥冥， 肝脾為爛腐。 所略有萬計， 不得令屯聚。 或有骨肉俱， 欲言不敢語。 失意幾微間， 輒言「斃降虜， 要當以亭刃， 我曹不活汝。」 豈敢惜性命， 不堪其詈罵。 或便加棰杖， 毒痛參並下。 旦則號泣行， 夜則悲吟坐， 欲死不能得， 欲生無一可。 彼蒼者何辜， 乃遭此厄禍？ 邊荒與華異， 人俗少義理。 處所多霜雪， 胡風春夏起。 翩翩吹我衣， 肅肅入我耳。 感時念父母， 哀嘆無終已。 有客從外來， 聞之常歡喜。 迎問其消息， 輒復非鄉里。 邂逅徼時願， 骨肉來迎己。 己得自解免， 當復棄兒子。 天屬綴人心， 念別無會期。 存亡永乖隔， 不忍與之辭。 兒前抱我頸， 問母欲何之？ 人言母當去， 豈復有還時？ 「阿母常仁惻， 念何更不慈？ 我尚未成人， 奈何不顧思！」 見此崩五內， 恍惚生狂痴。 號泣手撫摩， 當發復回疑。 兼有同時輩， 相送告離別。 慕我獨得歸， 哀叫聲摧裂。 馬為立踟躕， 車為不轉轍。 觀者皆歔欷， 行路亦嗚咽。 去去割情戀， 遄征日遐邁。 悠悠三千里， 何時復交會？ 念我出腹子， 胸臆為摧敗。 既至家人盡， 又復無中外。 城郭為山林， 庭宇生荊艾。 白骨不知誰， 縱橫莫覆蓋。 出門無人聲， 豺狼號且吠。 煢煢對孤景， 怛吒靡肝肺。 登高遠眺望， 神魂忽飛逝。 奄若壽命盡， 旁人相寬大。 為復彊視息， 雖生何聊賴？ 托命於新人， 竭心自勖勵。 流離成鄙賤， 常恐復捐廢。 人生幾何時， 懷憂終年歲！ | Bi phẫn thi ... Hán quý thất quyền bính, Đổng Trác loạn thiên thường. Chí dục đồ thoán thí, Tiên hại chư hiền lương. Bức bách thiên cựu bang, Ủng chúa dĩ tự cương. Hải nội hưng nghĩa sư, Dục cộng thảo bất tường. Trác chúng lai đông hạ, Kim giáp diệu nhật quang. Bình thổ nhân thuý nhược, Lai binh giai Hồ, Khương. Liệp dã, vi thành ấp, Sở hướng tất phá vong. Trảm tiệt vô quyết di, Thi hài tương sanh cự. Mã biên huyền nam đầu, Mã hậu tải phụ nữ. Trường khu tây nhập quan, Quýnh lộ hiểm thả trở. Hoàn cố mạc minh minh, Can tỳ vi lạn hủ. Sở lược hữu vạn kế, Bất đắc linh truân tụ. Hoặc hữu cốt nhục câu, Dục ngôn bất cảm ngữ. Thất ý kỷ vi gian, Triếp ngôn "Tễ hàng lỗ, Yếu đương dĩ đình nhận, Ngã tào bất hoạt nhữ." Khởi cảm tích tính mệnh, Bất kham kỳ lị mạ. Hoặc tiện gia truỳ trượng, Độc thống tham tịnh hạ. Đán tắc hiệu khấp hành, Dạ tắc bi ngâm toạ, Dục tử bất năng đắc, Dục sinh vô nhất khả. Bỉ thương giả hà cô, Nãi tao thử ách hoạ? Biên hoang dữ Hoa dị, Nhân tục thiểu nghĩa lý. Xứ sở đa sương tuyết, Hồ phong xuân hạ khởi. Phiên phiên xuy ngã y, Túc túc nhập ngã nhĩ. Cảm thì niệm phụ mẫu, Ai thán vô chung dĩ. Hữu khách tòng ngoại lai, Văn chi thường hoan hỉ. Nghênh vấn kỳ tiêu tức, Triếp phục phi hương lý. Giải cấu kiêu thì nguyện, Cốt nhục lai nghênh kỷ. Kỷ đắc tự giải miễn, Đương phục khí nhi tử. Thiên thuộc chuế nhân tâm, Niệm biệt vô hội kỳ. Tồn vong vĩnh quai cách, Bất nhẫn dữ chi từ. Nhi tiền bão ngã cảnh, Vấn mẫu dục hà chi? "Nhân ngôn mẫu đương khứ, Khởi phục hữu hoàn thì? A mẫu thường nhân trắc, Niệm hà cánh bất từ? Ngã thượng vị thành nhân, Nại hà bất cố tư!" Kiến thử băng ngũ nội, Hoảng dịch sinh cuồng si. Hiệu khấp thủ phủ ma, Đương phát phục hồi nghi. Kiêm hữu đồng thì bối, Tương tống cáo ly biệt. Mộ ngã độc đắc quy, Ai khiếu thanh tồi liệt. Mã vi lập trì trù, Xa vi bất chuyển triệt. Quan giả giai hư hy, Hành lộ diệc ô yết. Khứ khứ cát tình luyến, Thuyên chinh nhật hà mại. Du du tam thiên lý, Hà thì phục giao hội? Niệm ngã xuất phúc tử, Hung ức vi tồi bại. Ký chí gia nhân tận, Hựu phục vô trung ngoại. Thành quách vi sơn lâm, Đình vũ sinh kinh ngải. Bạch cốt bất tri thuỳ, Tung hoành mạc phúc cái. Xuất môn vô nhân thanh, Sài lang hiệu thả phệ. Quỳnh quỳnh đối cô cảnh, Đát tra mỹ can phế. Đăng cao viễn diểu vọng, Thần hồn hốt phi thệ. Yểm nhược thọ mệnh tận, Bàng nhân tương khoan đại. Vi phục cưỡng thị tức, Tuy sinh hà liêu lại? Thác mệnh ư tân nhân, Kiệt tâm tự úc lệ. Lưu ly thành bỉ tiện, Thường khủng phục quyên phế. Nhân sinh kỷ hà thì, Hoài ưu chung niên tuế! | Bài thơ bi phẫn ... Hán mạt mất quyền bính, Đổng Trác loạn dưới trên. Chí hòng cướp ngôi báu, Trước tiên giết kẻ hiền. Bức bách về kinh cũ, Ép vua phải theo mình. Thiên hạ cờ nghĩa dấy, Cùng nhau dẹp nhiễu nhương. Quân Trác tới Trần, Dĩnh, Ánh giáp toả hào quang. Trung Nguyên người sức yếu, Lính tới rặt Hồ, Khương. Bắt thôn, vây thành ấp, Mỗi chốn đều tan hoang. Giết sạch không để sót, Khắp nơi xác vãi vương. Treo đầu quanh mình ngựa, Phụ nữ chở sau xe. Ruổi rong qua Hàm Cốc, Hiểm trở vây bốn bề. Ngoảnh lại xa mờ mịt, Ruột gan đã nát lìa. Bị bắt người có vạn, Họp nhau chẳng cách gì. Có kẻ là thân thích, Cũng không thể sẻ chia. Một chút gì trái ý, Tức thì "Kẻ hàng kia, Mũi dao này có muốn, Chúng tao toại cho rồi." Há đâu tiếc tính mệnh, Thoá mạ chẳng cam lời. Có kẻ chịu gậy gộc, Khổ hận giáng xuống người. Sớm đi thê thảm khóc, Tối rên, chỉ biết ngồi. Muốn chết mà không được, Muốn sống chẳng đường thôi. Ta nào gây tội lỗi, Sao đày đoạ hỡi trời? Hoang thảo phong tục khác, Đạo lý chẳng giống ai. Một nơi nhiều sương tuyết, Gió Hồ suốt năm dài. Phiêu phiêu phất tà áo, Lồng lộng thổi vào tai. Những khi nhớ phụ mẫu, Kêu than mãi khôn nguôi. Có khách từ ngoài tới, Được hay, xiết mừng vui. Ra đón thăm tin tức, Quê lại chẳng cùng nơi. Bỗng có người thân thích, Phái sứ giả đón về. Khi được toàn nguyện vọng, Lại khó bỏ hài nhi. Máu mủ liền khúc ruột, Tái ngộ không hẹn kỳ. Sống chết đều xa cách, Sao nỡ nói chia ly. Hài nhi ôm lấy cổ, Hỏi mẹ thực muốn đi? "Người bảo là như vậy, Mai kia có trở về? Thường ngày mẹ yêu mến, Sao nay chẳng nhân từ? Hài nhi còn nhỏ tuổi, Nỡ chẳng đoái hoài ư!" Nhìn lòng như tan nát, Hoảng hốt như cuồng si. Khóc gào, tay xoa xuýt, Lâm hành thực lâm ly. Người xưa cùng bọn tới, Ra đưa tiễn trở về. Ngưỡng mộ ta may mắn, Than thở xiết sầu bi. Chân ngựa chần chừ đứng, Bánh xe chẳng chuyển di. Ngậm ngùi người đưa tiễn, Sùi sụt kẻ ra đi. Càng đi càng xa cách, Mỗi ngày một phân ly. Dằng dặc ba ngàn dặm, Gặp nhau biết có khi? Nhớ con đứt ruột đẻ, Lòng đau tựa đứt lìa. Về nhà, người đâu bóng, Vắng tanh khắp trong ngoài. Thành quách hoá rừng rú, Khắp sân ngải mọc đầy. Xương trắng nào biết ai, Ngang dọc không gì đậy. Lắng tiếng người chẳng thấy, Chỉ độc tiếng sài lang. Người cô trong cảnh độc, Sầu uất nát tâm can. Lên cao phóng tầm mắt, Hồn phách tựa lìa tan. Chợt như là đã chết, Người theo phải chấn an. Mới nhìn và thở lại, Dẫu sống như chẳng còn? Thân nay gửi người mới, Gắng giữ lấy tinh thần. Lưu lạc nên rẻ rúng, Thường sợ lại gian nan. Đời người có là mấy, Ưu hoài suốt trăm năm. |

## Hình ảnh trong văn hoá đương đại
Thái Diễm thường xuất hiện trong các tác phẩm tiểu thuyết, truyện tranh, phim ảnh, trò chơi điện tử có chủ đề Tam Quốc nói chung và Tào Tháo nói riêng.